# Leonardo Kirche
Leonardo Kirche (* 4. Januar 1985 in Santa Bárbara d’Oeste) ist ein ehemaliger brasilianischer Tennisspieler.

## Karriere
Kirche begann seine Profikarriere auf der unterklassigen ITF Future Tour. Dort spielte er bereits 2001 als 16-Jähriger seine ersten Turniere. Drei Jahre später wurde er das einzige Mal für die brasilianische Davis-Cup-Mannschaft nominiert. Er spielte das letzte, und unbedeutende, Einzel gegen Mauricio Echazú, das er gewann. 2006 gewann er seinen ersten von insgesamt sechs Doppeltiteln auf der Future Tour. Seine ersten Einzeltitel holte er zwei Jahre später, wodurch er sich in der Weltrangliste verbessern konnte und das Jahr unter den Top 400 beendete.
Aufgrund seiner besseren Platzierung nahm Kirche ab etwa 2009 regelmäßiger an Turnieren der höher datierten ATP Challenger Tour teil. Bereits 2010 gelang ihm in Belo Horizonte im Doppel an der Seite von Rodrigo Antônio Grilli der Sprung ins Finale. Dort schlugen sie die Paarung Christian Lindell/João Souza in zwei Sätzen und Kirche feierte seinen einzigen Titelgewinn auf Challenger-Level. Durch weitere Erfolge auf der Future Tour verbesserte er sich im Doppel weiter in der Weltrangliste, sodass er im August 2011 unter den Top 300 stand und mit Rang 298 seinen Karrierebestwert erreichte. Auch im Einzel konnte er weiter Erfolge vorweisen, insgesamt gewann er elf Titel auf der Future Tour. 2012 stand er in Campinas erstmals im Einzelfinale eines Challengers, das er jedoch gegen Guido Pella klar in zwei Sätzen verlor. Anfang 2013 schaffte er den Sprung unter die Top 200 und konnte mit dem 196. Platz seinen Höchstwert verzeichnen. Im Anschluss daran konnte er weder im Einzel noch im Doppel konstant an seine Leistungen anknüpfen, wodurch er in der Weltrangliste abrutschte und wieder vermehrt Future-Turniere spielen musste. Seinen letzten Titel holte er im Frühjahr 2015 bei einem Future, bevor er Ende des Jahres seine aktive Karriere beendete.

## Erfolge
| Legende (Anzahl der Titel)  |
| Grand Slam                  |
| ATP World Tour Finals       |
| ATP World Tour Masters 1000 |
| ATP World Tour 500          |
| ATP World Tour 250          |
| ATP Challenger Tour (1)     |

### Doppel

#### Turniersiege
| Nr. | Datum              | Turnier        | Belag | Partner                | Finalgegner                  | Ergebnis |
| --- | ------------------ | -------------- | ----- | ---------------------- | ---------------------------- | -------- |
| 1.  | 18. September 2010 | Belo Horizonte | Sand  | Rodrigo Antônio Grilli | Christian Lindell João Souza | 6:3, 6:3 |